# Башкирский (Самарская область)
Башки́рский — железнодорожный разъезд в Безенчукском районе Самарской области. Входит в состав сельского поселения Васильевка.

## География
Разъезд находится в юго-западной части Самарской области, в лесостепной зоне, в пределах надпойменных террас левобережья Волги, у железнодорожной линии Сызрань — Чапаевск, на расстоянии примерно 15 км (по прямой) на запад-северо-запад от посёлка Безенчук, административного центра района.

### Климат
Климат характеризуется как умеренно континентальный засушливый, с жарким сухим летом и холодной малоснежной зимой. Среднегодовое количество осадков составляет 363 мм. Средняя температура января составляет −13,4 °С, июля — +21,4 °С.

## Население
| 2010 | 2012 | 2013 | 2014 | 2015 | 2016 |
| ---- | ---- | ---- | ---- | ---- | ---- |
| 22   | ↗28  | ↘27  | →27  | ↗29  | ↗30  |

### Национальный состав
Согласно результатам переписи 2002 года, в национальной структуре населения русские составляли 94 % из 18 чел.

## Инфраструктура
Путевое хозяйство. Действует железнодорожная платформа Башкирское.